# Wielowieś (Zalewo)
Wielowieś (deutsch Dittersdorf) ist ein Ort in der polnischen Woiwodschaft Ermland-Masuren. Er gehört zur Gmina Zalewo (Stadt-und-Landgemeinde Saalfeld) im Powiat Iławski (Kreis Deutsch Eylau).

## Geographische Lage
Wielowieś liegt im Westen der Woiwodschaft Ermland-Masuren, 21 Kilometer südwestlich der früheren Kreisstadt Mohrungen (polnisch Morąg) bzw. 21 Kilometer nordöstlich der heutigen Kreismetropole Iława (deutsch Deutsch Eylau).

## Geschichte

### Ortsgeschichte
Ditherichsdorf (nach 1785 Dietrichsdorf) wurde im Jahre 1307 gegründet. Am 30. Juli 1874 wurde der Ort Amtsdorf und damit namensgebend für einen Amtsbezirk im Kreis Mohrungen, Regierungsbezirk Königsberg, in der preußischen Provinz Ostpreußen, der allerdings schon am 26. Oktober 1882 wieder aufgelöst wurde. Die betroffenen Orte wurden in den Amtsbezirk Karnitten (polnisch Karnity) umgegliedert.
In Dittersdorf waren im Jahre 1910 insgesamt 450 Einwohner gemeldet. Ihre Zahl belief sich 1933 auf 402 und 1939 auf 370.
In Kriegsfolge wurde 1945 Dittersdorf mit dem gesamten südlichen Ostpreußen an Polen abgetreten. Das Dorf erhielt die polnische Namensform „Wielowieś“ und ist heute eine Ortschaft innerhalb der Stadt- und Landgemeinde Zalewo (Saalfeld) im Powiat Iławski (Kreis Deutsch Eylau), bis 1998 der Woiwodschaft Olsztyn, seither der Woiwodschaft Ermland-Masuren zugehörig.

### Amtsbezirk Dittersdorf (1874–1882)
Zum 1874 errichteten Amtsbezirk Dittersdorf gehörten bis zu seiner Auflösung im Jahre 1882 die Orte:
| Deutscher Name | Polnischer Name |
| -------------- | --------------- |
| Dittersdorf    | Wielowieś       |
| Schönaich      | Dębinka         |
| Skulten        | Skułty          |

## Kirche
Bis 1945 war Dittersdorf in die evangelische Kirche Schnellwalde (polnisch Boreczno) in der Kirchenprovinz Ostpreußen der Kirche der Altpreußischen Union, außerdem in die römisch-katholische Kirche Mohrungen (polnisch Morąg) eingepfarrt.
Heute gehört Wielowieś katholischerseits zur Pfarrei Boreczno (Schnellwalde) im Bistum Elbląg (Elbing), außerdem zur Kirchengemeinde Ostróda (Osterode in Ostpreußen) in der Diözese Masuren der Evangelisch-Augsburgischen Kirche in Polen.

## Verkehr
Wielowieś liegt an einer Nebenstraße, die von Śliwa (Schliewe) nach Miłomłyn (Liebemühl) führt. Eine von der Ortsstelle Karczmisko (Kraggenkrug) bei Urowo (Auer) herkommende Straße endet in Wielowieś.
Eine Anbindung an den Bahnverkehr besteht nicht.